# Laphria componens
Laphria componens là một loài ruồi trong họ Asilidae. Laphria componens được Walker miêu tả năm 1861.